# Симптом Гієна
Симптом Гієна (англ. Guillain sign) — один з менігеальних симптомів. Виявляється двома способами:
- при стисненні чотириголового м'яза (квадріцепса) стегна на одній нозі відбувається аномально рефлекторне згинання та підтягування іншої ноги до живота (згинається в кульшовому і колінному суглобах);
- подібне відбувається при щипковому подразненні шкіри над чотириголовим м'язом.

Названо на честь французького невролога Жоржа Гієна, відомого описом синдрому Гієна — Барре. 